# Vlákeň

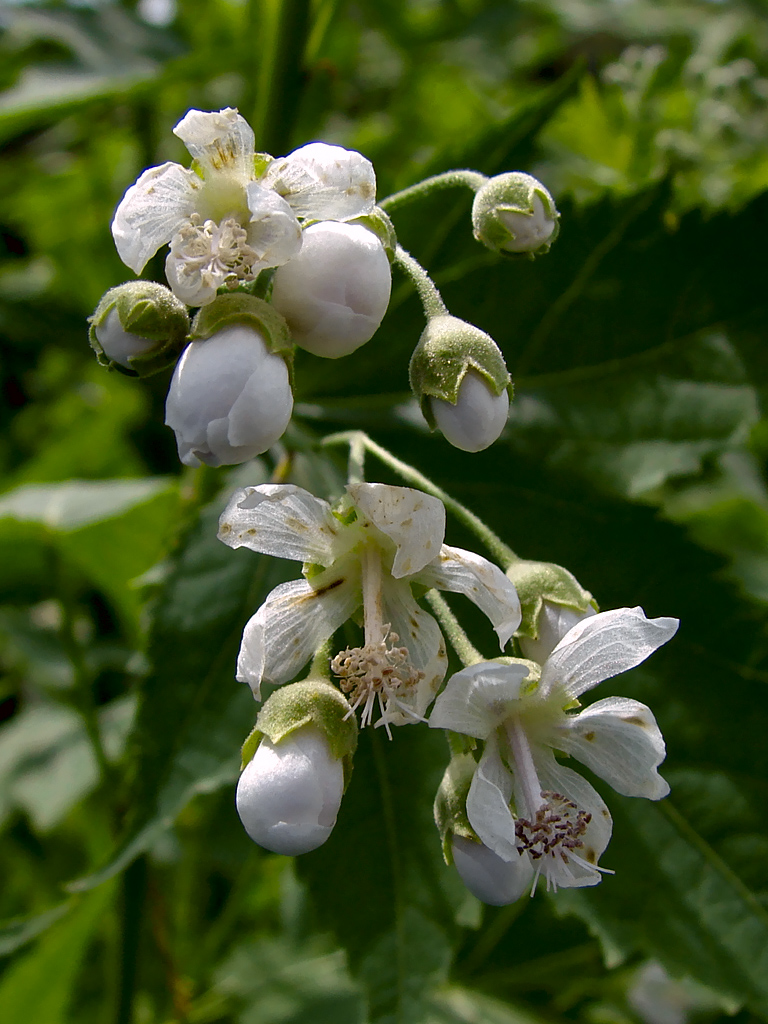
Bíle kvetoucí druh vlákeň oboupohlavná

Vlákeň (Sida), česky též sida, je rod rostlin z čeledi slézovité. Zahrnuje asi 150 druhů a je rozšířen v tropech a subtropech celého světa. Vlákeně jsou byliny nebo keře s jednoduchými listy a nejčastěji s nevelkými žlutými květy. Některé druhy jsou pěstovány jako zdroj vlákna. V Evropě se přirozeně nevyskytují, některé druhy jsou zřídka zavlékány do České republiky se sójou.

## Popis
Vlákeně jsou jednoleté nebo vytrvalé byliny, polokeře nebo keře. Rostliny jsou chlupaté nebo řidčeji lysé, odění se skládá z hvězdovitých, jednoduchých nebo žláznatých chlupů. Listy jsou jednoduché, s celistvou nebo dlanitě laločnatou čepelí, na okraji většinou zubaté.
Květy jsou jednotlivé nebo po 2, úžlabní až téměř vrcholové, často v úžlabních nebo vrcholových hroznech či latách, vzácně v okolících nebo klubkách. Kalich je zvonkovitý nebo miskovitý, zakončený 5 laloky, na bázi často desetižeberný. Kalíšek chybí. Koruna je většinou žlutá, řidčeji bílá, oranžová, růžová nebo purpurová, někdy s tmavým středem. Koruna je složena z 5 na bázi srostlých korunních lístků. Tyčinky jsou srostlé do lysé nebo chlupaté trubičky nesoucí na vrcholu množství prašníků. V semeníku je 5 až 14 komůrek, každá obsahuje jediné vajíčko. Na vrcholu čnělkových ramen jsou hlavaté blizny, počet větví čnělky odpovídá počtu plodolistů. Plody jsou poltivé, diskovité až kulovité, rozpadající se na 5 až 14 jednosemenných plůdků. Každý plůdek obsahuje 2 komůrky, vrchní prázdná komůrka za zralosti puká a často na povrchu nese 2 ostnité výrůstky, ve spodní komůrce je semeno. Semena jsou hladká a na většině povrchu lysá.

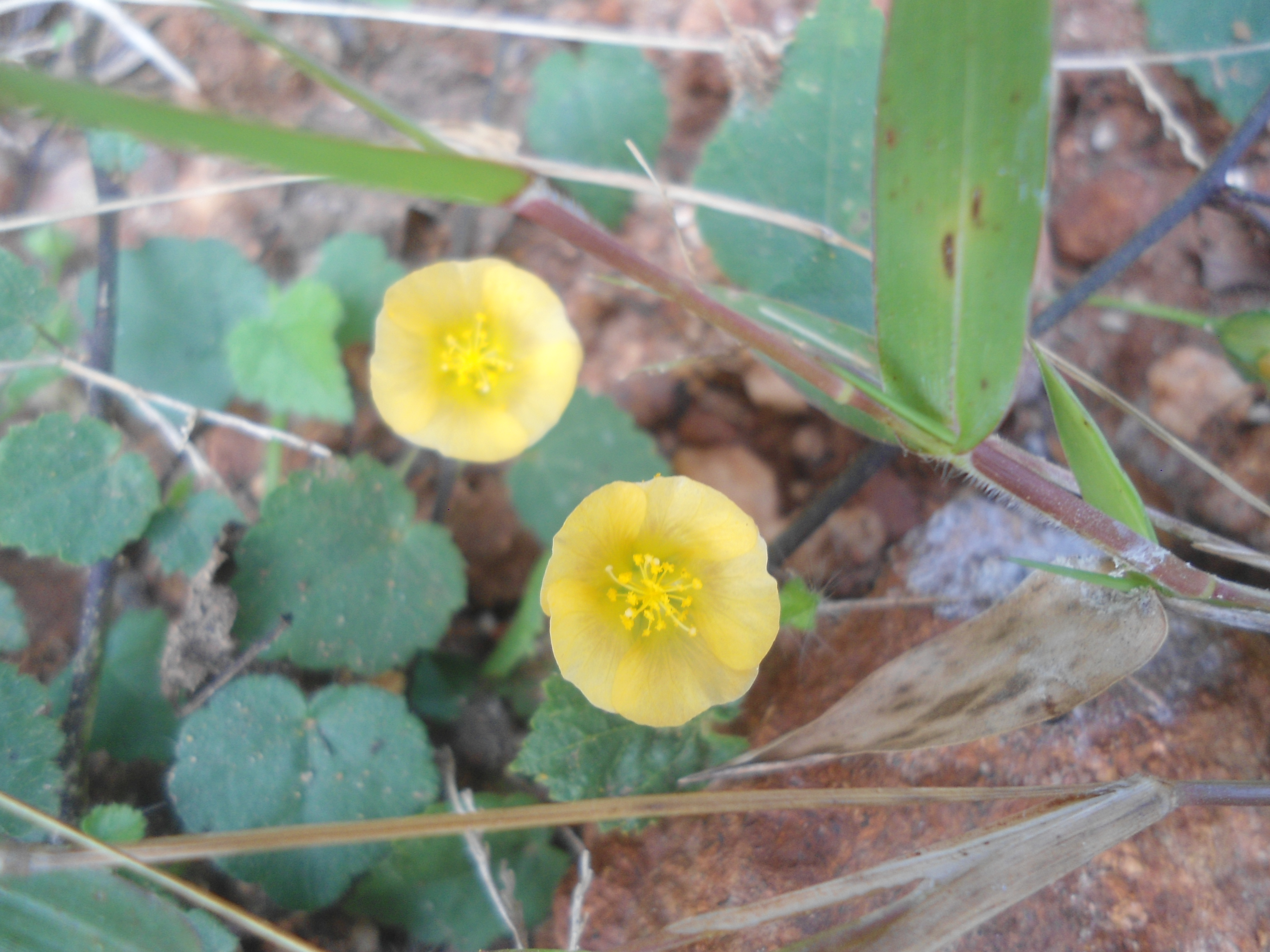
Pohledný druh Sida glutinosa
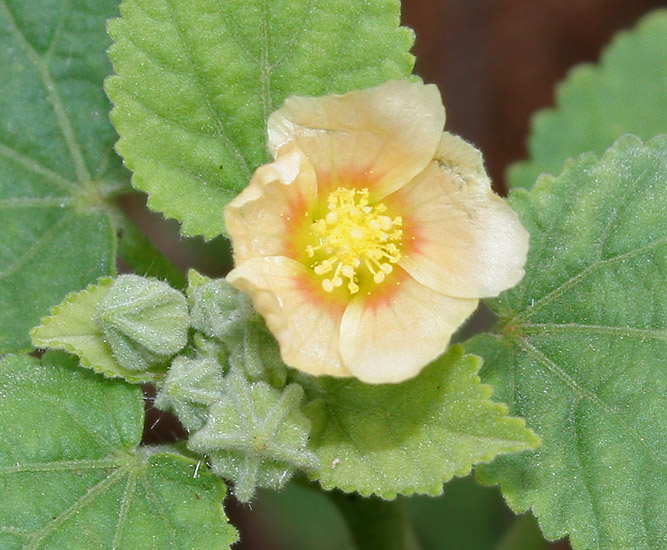
Detail květu vlákeně srdcolisté
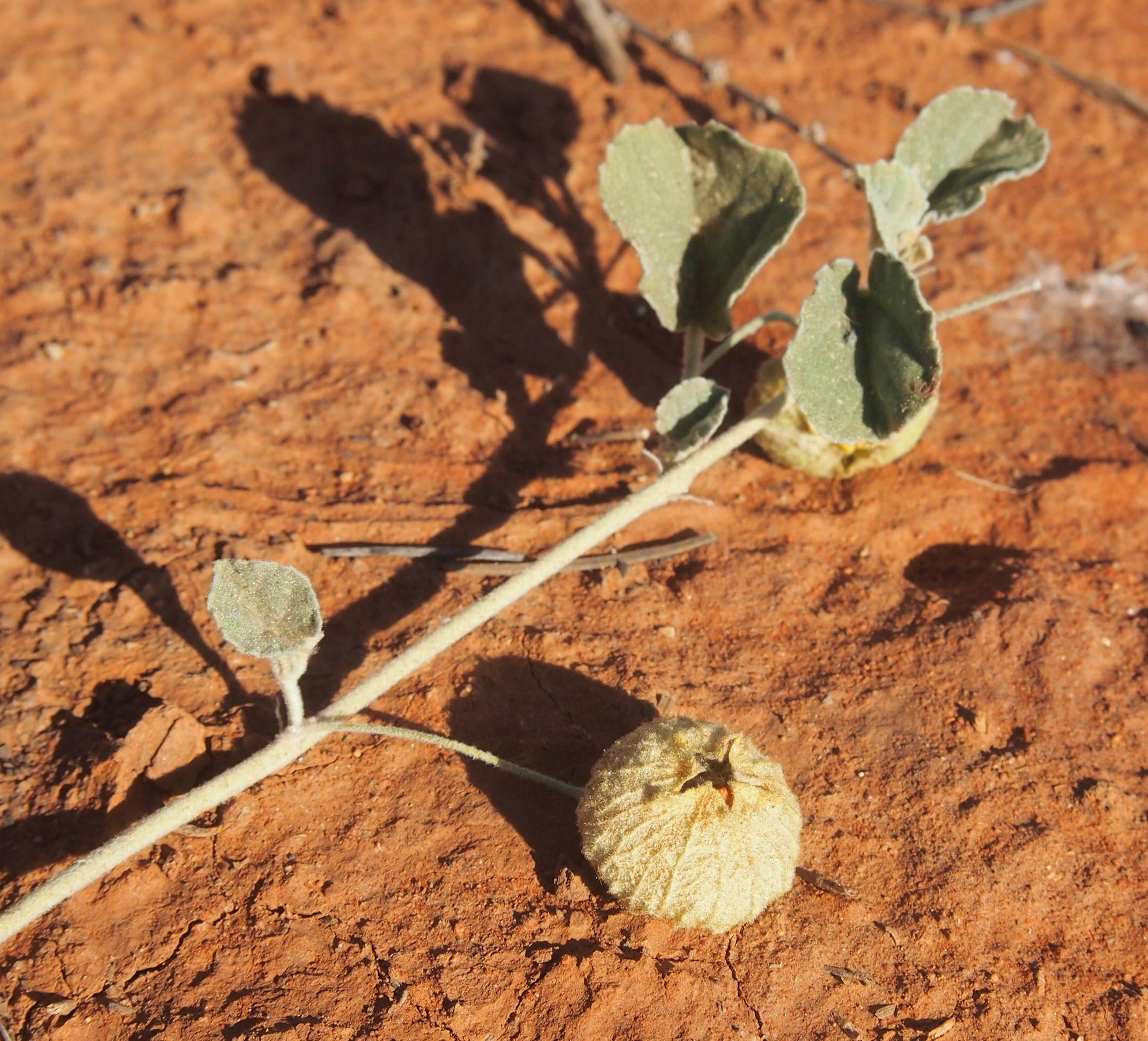
Plody Sida platycalyx

## Rozšíření
Rod vlákeň zahrnuje asi 150 druhů. Je rozšířen v tropech a subtropech celého světa. Nejvíce druhů roste v Americe.
V Evropě není žádný druh původní. Do České republiky jsou ze Severní Ameriky přechodně zavlékány druhy vlákeň ostnitá a vlákeň kosolistá, a to zejména se sójou a jejími produkty. Vlákeň kosolistá se rozšířila jako plevel téměř po celém světě. V tropech roste jako vytrvalý polokeř, v oblastech mírného pásu jako jednoletka.

## Zástupci
- vlákeň kosolistá (Sida rhombifolia)
- vlákeň oboupohlavná (Sida hermaphrodita)
- vlákeň ostnitá (Sida spinosa)
- vlákeň srdcolistá (Sida cordifolia)

## Význam
Z lýka některých druhů vlákeně se získávají technická vlákna. V tropické Africe a Indii se za tímto účelem pěstuje vlákeň kosolistá. Kvalitní vlákno poskytuje také Sida micrantha (syn. Sidastrum micranthum) z Brazílie a Sida napaea z jihu Spojených států.